# وين لاف أند هيت كولايد
«وين لاف أند هيت كولايد» (بالإنجليزية: When Love & Hate Collide)‏ هي أغنية باور بالاد لفرقة الهارد روك البريطانية ديف ليبارد من ألبومها لأفضل الأعمال من عام 1995 فاولت، ومن كتابة جو إليوت وريك سافج. كانت الأغنية مكتوبة ومجربة في الأصل للألبوم أدرينالايز، لكنها لم تُختم حتى 1995 من أجل إضافتها للألبوم فاولت. أُنتجت النسخة التجريبية بأسلوب هستيريا وأدرينالايز المميز بشكل كبير، وكانت النسخة النهائية مجردة بشكل أكبر، متجهة نحو أسلوب ألبوم الاستوديو التالي، سلانغ. احتوت الأغنية التجريبية الأصلية على عزف الإيتار الانفرادي الأخير المسجل لعازف الإيتار الأصلي الراحل ستيف كلارك. صارت «وين لاف أند هيت كولايد» من أنجح الأغاني المنفردة للفرقة في موطنها؛ حيث وصلت للمرتبة الثانية على لائحة الأغاني المنفردة في المملكة المتحدة، لكنها لم تنجح في خلق تأثير ملحوظ في لوائح الولايات المتحدة، حيث وصلت للمرتبة 58 على لائحة بيلبورد هوت 100.
في 2008، أعيد تسجيل الأغنية هذه المرة ببروز غناء المغنية وكاتبة الأغاني الأمريكية تايلور سويفت. أعيد إصدار النسخة الأصلية للتنزيل الرقمي في 12 فبراير 2013.

## خلفية
كُتبت «وين لاف أند هيت كولايد» من قِبل المغني الرئيسي جو إليوت وعازف غيتار البيس ريك سافج في 1990 أثناء جلسات التأليف والتسجيل لألبوم الاستوديو الخامس للفرقة أدرينالايز. وفقاً لإليوت على الملاحظات الخاتمة على تجميعة الفرقة، بيست أوف، كُتبت الأغنية عندما كان عازف الإيتار ستيف كلارك يخضع لإعادة التأهيل. ذهبت الفرقة بعد ذلك للاستوديو وسجلت تجريبة تقريبية للأغنية، والتي حدث احتواؤها على عزف الإيتار الانفرادي الأخير المسجل لكلارك قبل موته في 1991.
تُركت الأغنية لاحقاً خارج قائمة أغاني الألبوم أدرينالايز حيث فضلت الفرقة «هاف يو إيفر نيدد سام وان سو باد» الحديثة الكتابة والتسجيل وفقاً لعازف الإيتار فيل كولين. ذكر إليوت في الملاحظات الخاتمة لنسخة أدرينالايز الممتازة، كانت إضافة الأغنية ستكون «أغنية بالاد واحدة أكثر من اللازم».
ظهرت الأغنية من جديد عندما كانت الفرقة تقوم بتسجيل ألبوم الاستوديو السادس لها، سلانغ في 1994. وفقاً لعازف الإيتار الجديد فيفيان كامبل على الملاحظات الخاتمة للتجميعة بيست أوف، فإن شركة التسجيلات أرادت من الفرقة أغنية منفردة «شرابية الصوت» لألبوم تجميعي محتمل، لكن الفرقة لم «تمتلك شيئاً من ذاك القبيل». لذلك، أرسلت الفرقة نسخة تجريبية للشركة. حيث أن «المجموعة في شركة التسجيلات أحبتها»، أخذت الفرقة استراحة من إنتاج سلانغ لتسجيل نسخة جديدة من الأغنية. وفقاً لكولين، استغرق التسجيل الجديد أسبوعين حتى يكتمل، «وكان ذلك مناسباً جداً لنا».
أجاب إليوت على سؤال أحد المعجبين «لماذا استغرق إصدار فاولت وقتاً طويلاً؟» أثناء ظهور ترويجي في أواخر عام 1995 على برنامج ماتش ميوزك أنبلغد أند أنشيفد أن الفرقة لم توافق بالكامل على ذلك القرار حتى يوليو من ذلك العام. قبل اتخاذ ذلك القرار، كان من المحتمل إضافة «وين لاف أند هيت كولايد» إلى سلانغ وأن تكون الأغنية المنفردة الرئيسية للألبوم. سمح قرار إصدار فاولت للفرقة بأن «تغلق الباب» بالكامل على حقبة كلارك وأن تواصل العمل على سلانغ.

## أغنية مصورة
توجد ثلاث نسخ مختلفة لهذه الأغنية المصورة، وجميعها متوفرة على الدي في دي:
- نسخة الفرقة فقط (النسخة الأكثر استعمالاً والموجودة على دي في دي فيجوالايز / فيديو أرشيف).
- نسخة «ملحمية» بأربع دقائق (متوفرة على دي في دي فيجوالايز / فيديو أرشيف ودي في دي بيست أوف ذا فيديوز).
  - تبرز هذه النسخة المتنافسة في سرفايفر، جيري مانثي.
- نسخة ملحمية مكثفة بثمان دقائق (متوفرة على دي في دي بيست أوف ذا فيديوز كأغنية إضافية).

## قائمة الأغاني

### سي دي: ميركري / بلادجن ريفولا / PY 840 / 852 429-2 / LC-7179 (المملكة المتحدة)
1. «وين لاف أند هيت كولايد»
2. «روكيت» (ريمكس)
3. «أرماغيدون إت» (ريمكس)

### سي دي: ميركري / بلادجن ريفولا / 422 852 424-2 (الولايات المتحدة)
1. «وين لاف أند هيت كولايد»
2. «كانت كيب أواي فروم ذا فليم»

### كاسيت: ميركري / بلادجن ريفولا / LEPMC 14 (المملكة المتحدة) / 852 401-4 (دولياً)
1. «وين لاف أند هيت كولايد»
2. «بور سام شغر أون مي» (ريمكس)

### سي دي: ميركري / بلادجن ريفولا / LEPCD 14 (المملكة المتحدة) / 852 401-2 (دولياً)
1. «وين لاف أند هيت كولايد»
2. «بور سام شغر أون مي» (ريمكس)
3. «أرماغيدون إت» (ريمكس)
4. «وين لاف أند هيت كولايد» (النسخة التجريبية)

### سي دي: ميركري / بلادجن ريفولا / LEPDD 14 / PY 940 / LC 7179 (المملكة المتحدة)
1. «وين لاف أند هيت كولايد»
2. «روكيت» (ريمكس)
3. «إكسايتابل» (ريمكس)

### سي دي: ميركري / بلادجن ريفولا / LEPCJ 14 (المملكة المتحدة) / ليست لإعادة البيع
1. «وين لاف أند هيت كولايد» (إليوت/سافج)

1. نسخة الألبوم (فاولت) 4:16
2. أي/سي سي مكس 4:17
3. لا أوتار 4:17

## لوائح
| اللائحة (1995)                                               | أعلى مركز |
| ------------------------------------------------------------ | --------- |
| أستراليا (أريا)                                              | 22        |
| بلجيكا (أولتراتوب 50 والونيا)                                | 28        |
| ألمانيا (ميديا كنترول أي جي)                                 | 67        |
| أيرلندا (ر.ت.م.أ.)                                           | 1         |
| التجميعات (فرنسا)                                            | 24        |
| الألبومات (ألمانيا)                                          | 31        |
| هولندا (أفضل 100 أغنية منفردة)                               | 41        |
| نيوزيلندا (ريكورديد ميوزك إن زيت)                            | 27        |
| سويسرا (شوايتسر هيتبارادي)                                   | 36        |
| الأغاني المنفردة في المملكة المتحدة (أوفيشال تشارتس كومباني) | 2         |
| أدولت توب 40 الأمريكية (بيلبورد)                             | 39        |
| بيلبورد هوت 100 الأمريكية                                    | 58        |
| مينستريم توب 40 الأمريكية (بيلبورد)                          | 29        |